# Wzdręga
Wzdręga (Scardinius erythrophthalmus) – gatunek ryby z rodziny karpiowatych (Cyprinidae), często mylona z płocią, od której jest bardziej jaskrawo ubarwiona i ciało ma silniej spłaszczone.

## Występowanie

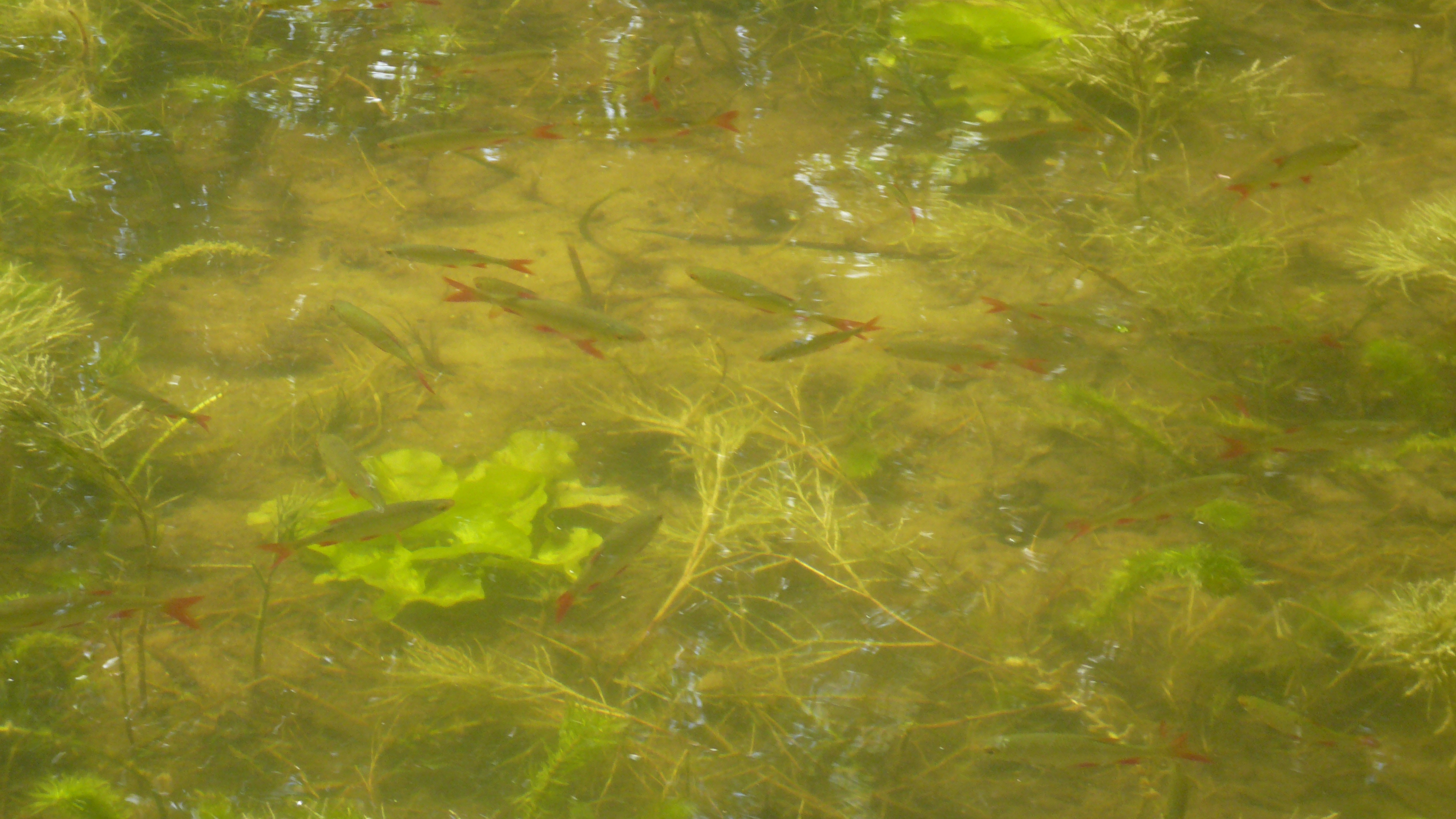
Ławica wzdręg w naturalnym środowisku. Jezioro Ostrów na Pojezierzu Myśliborskim

Wody całej Europy z wyjątkiem Półwyspu Iberyjskiego, Szkocji, północnej Skandynawii i Krymu. Preferuje nizinne, silnie zarośnięte, wolno płynące rzeki lub jeziora o dnie mulistym. Żyje w małych stadach, skupiając się bliżej powierzchni w ciepłych i spokojnych zatoczkach. Nadaje się do hodowli w małych przydomowych stawkach.

## Cechy morfologiczne
Osiąga długość 25–30 (maksymalnie 40) cm i masę ciała do 1 kg. Ciało bocznie spłaszczone. Otwór gębowy mały, w położeniu końcowym, skierowany skośnie ku górze. Pomiędzy płetwami piersiowymi a odbytową występuje ostry, pokryty łuskami kil. Płetwa grzbietowa przesunięta do tyłu (jej przednia krawędź znajduje się na wysokości tylnej krawędzi płetw piersiowych). Grzbiet jest niebieskozielony, boki srebrzystobiałe z wyraźnym złotawym odcieniem. Płetwy grzbietowa i piersiowe szare z czerwonawym odcieniem, pozostałe płetwy jaskrawoczerwone. Tęczówka oka żółta lub pomarańczowa.

## Odżywianie
Młode osobniki żywią się planktonem, a po osiągnięciu długości około 7 cm zaczynają jeść głównie roślinność wodną.

## Rozród
Tarło odbywa się w kwietniu i maju, czasem także w czerwcu, jeśli wiosną wody przybrzeżne nie osiągną odpowiedniej temperatury. Ikra jest składana na roślinach wodnych, a ponieważ jest lepka łatwo się do nich przyczepia. Samce w tym okresie przybierają szatę godową pokrywając się na głowie i grzbiecie wysypką tarłową. Samica składa  do 100 000 czerwonych jaj o średnicy 1,5 mm.
Osobniki mogą prawdopodobnie dożywać do 20 lat, dojrzałość płciową osiągają pomiędzy 2 a 4 rokiem życia.

## Interakcje międzygatunkowe
Jest żywicielem ostatecznym przywr Phyllodistomum duplicatum, które zasiedlają jej cewkę moczową, i Phyllodistomum folium, żyjące w pęcherzu moczowym.

## Polskie nazwy zwyczajowe
Współcześnie stosowana w Polsce nazwa zwyczajowa wzdręga pochodzi z powiśla, gdzie była znana od dawna, spotykana w różnych odmianach (zręka, zdranka i zdreń). W innych regionach nazywano ją płocią żółtą lub żółtooką, a na Rusi krasnopiórką. Nazwa wzdręga nie była w powszechnym użyciu. Pierwszym zoologiem, który zaczął ją stosować był Gabriel Rzączyński. Do literatury zoologicznej wprowadził ją Antoni Wałecki w 1864 roku w pracy Systematyczny przegląd ryb krajowych.

## Ochrona
| Wymiar ochronny | 15 cm        |
| Okres ochronny  | brak         |
| Rekord Polski   | 46 cm (2005) |